# ملاباغ (مقاطعة فومن)
ملاباغ (بالفارسية: ملاباغ) هي قرية تقع في غيلان في إيران. يقدر عدد سكانها بـ 45 نسمة .